# 森寺

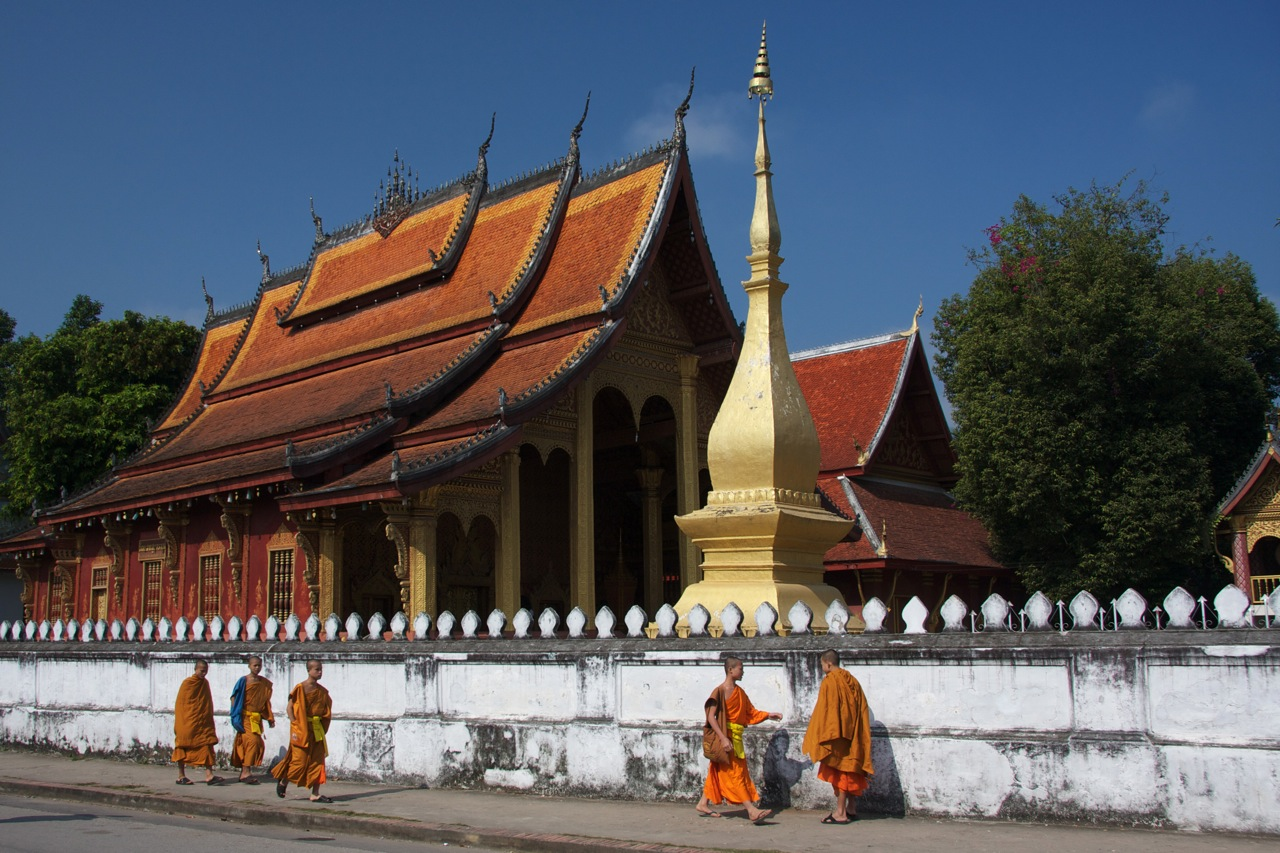

森寺，是老撾琅勃拉邦的上座部佛教寺院。

## 歷史
此寺是1718年由瀾滄王國國王賽塔提拉二世以湄公河100000塊石頭建起，寺名的意思是100000石頭之寺。此寺在1957年重修以慶祝佛陀誕生2500年。
19°54′N 102°08′E / 19.9°N 102.14°E